# Diocesi di Laon

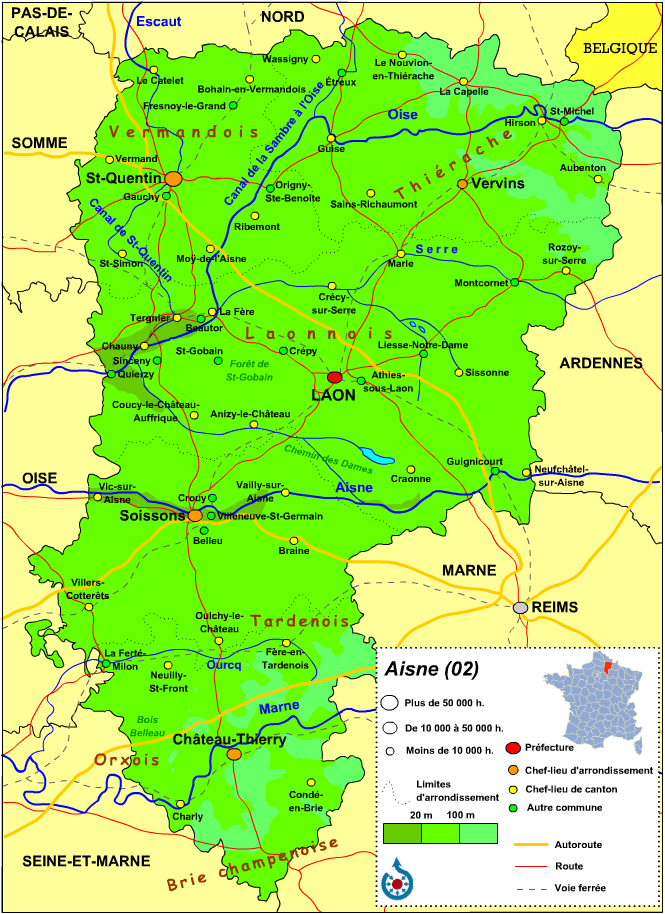
Mappa dell'Aisne: la diocesi di Laon comprendeva le regioni settentrionali del Thiérache e del Laonnais. Il Vermandois faceva parte in larga misura della diocesi di Noyon ed in parte minore dell'arcidiocesi di Cambrai. La parte meridionale dell'Aisne apparteneva alla diocesi di Soissons.

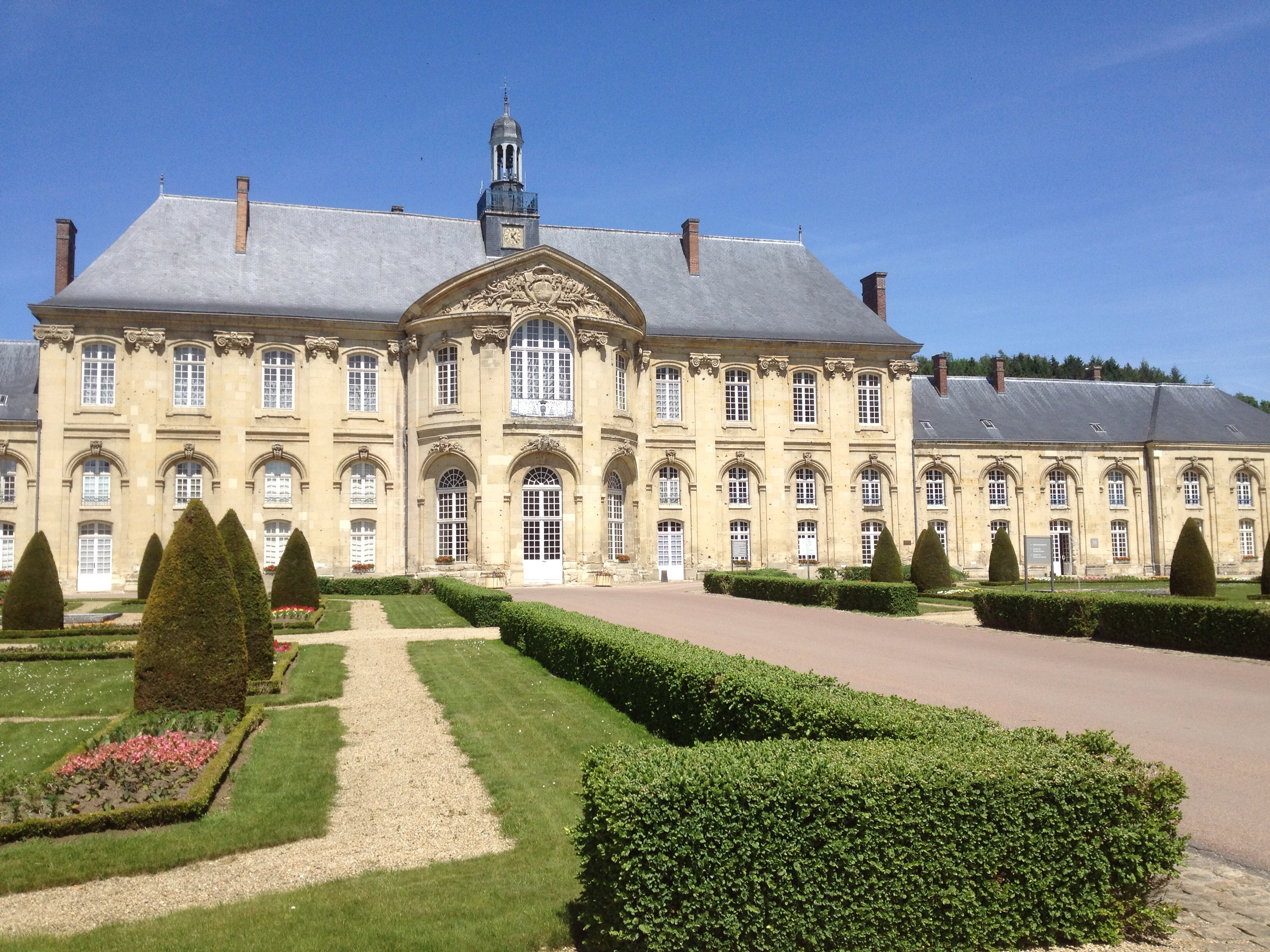
Il corpo centrale dell'abbazia di Prémontré, casa madre dell'ordine dei Canonici regolari premostratensi.

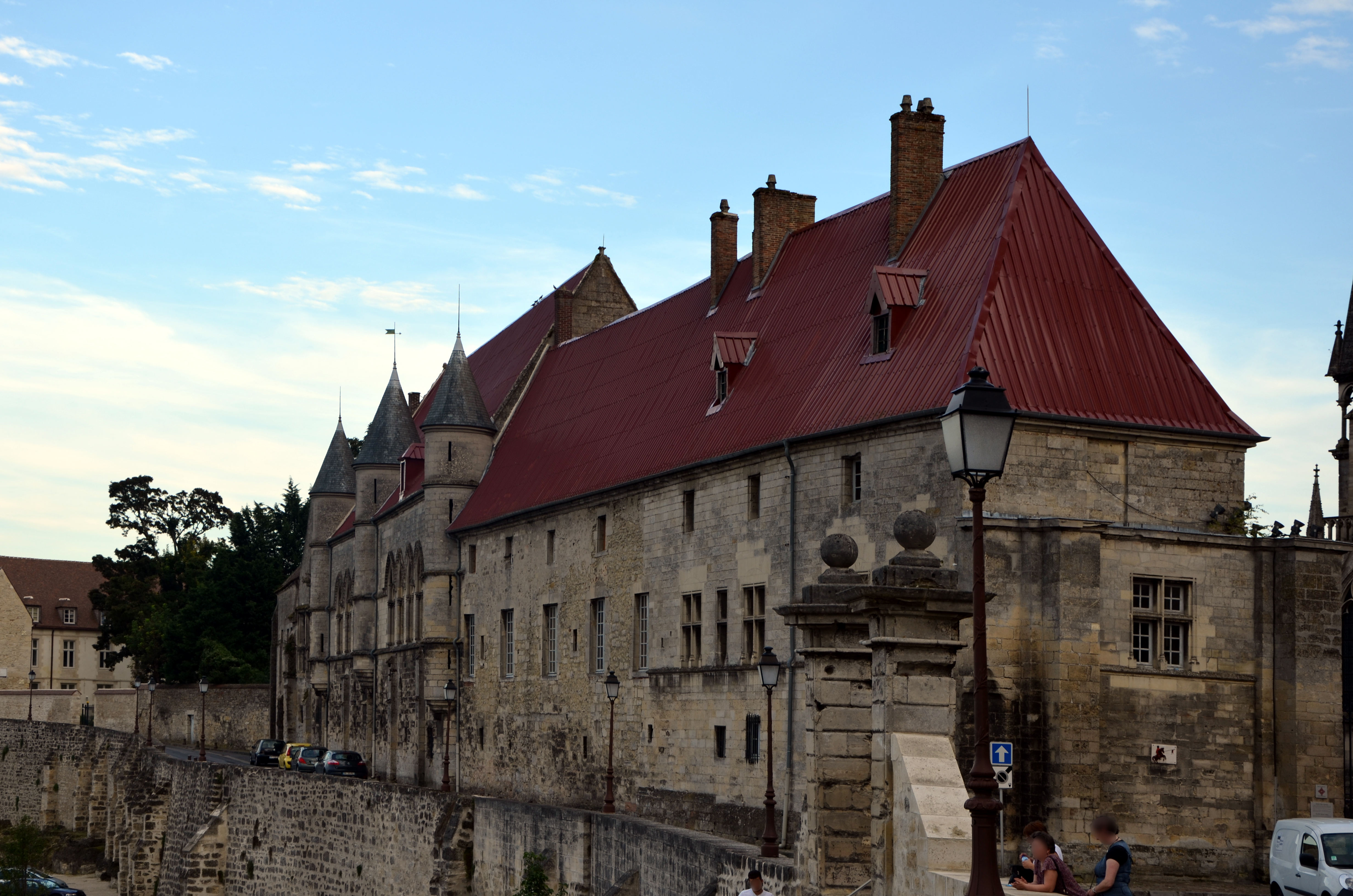
L'antico palazzo episcopale di Laon, oggi sede del palazzo di giustizia.

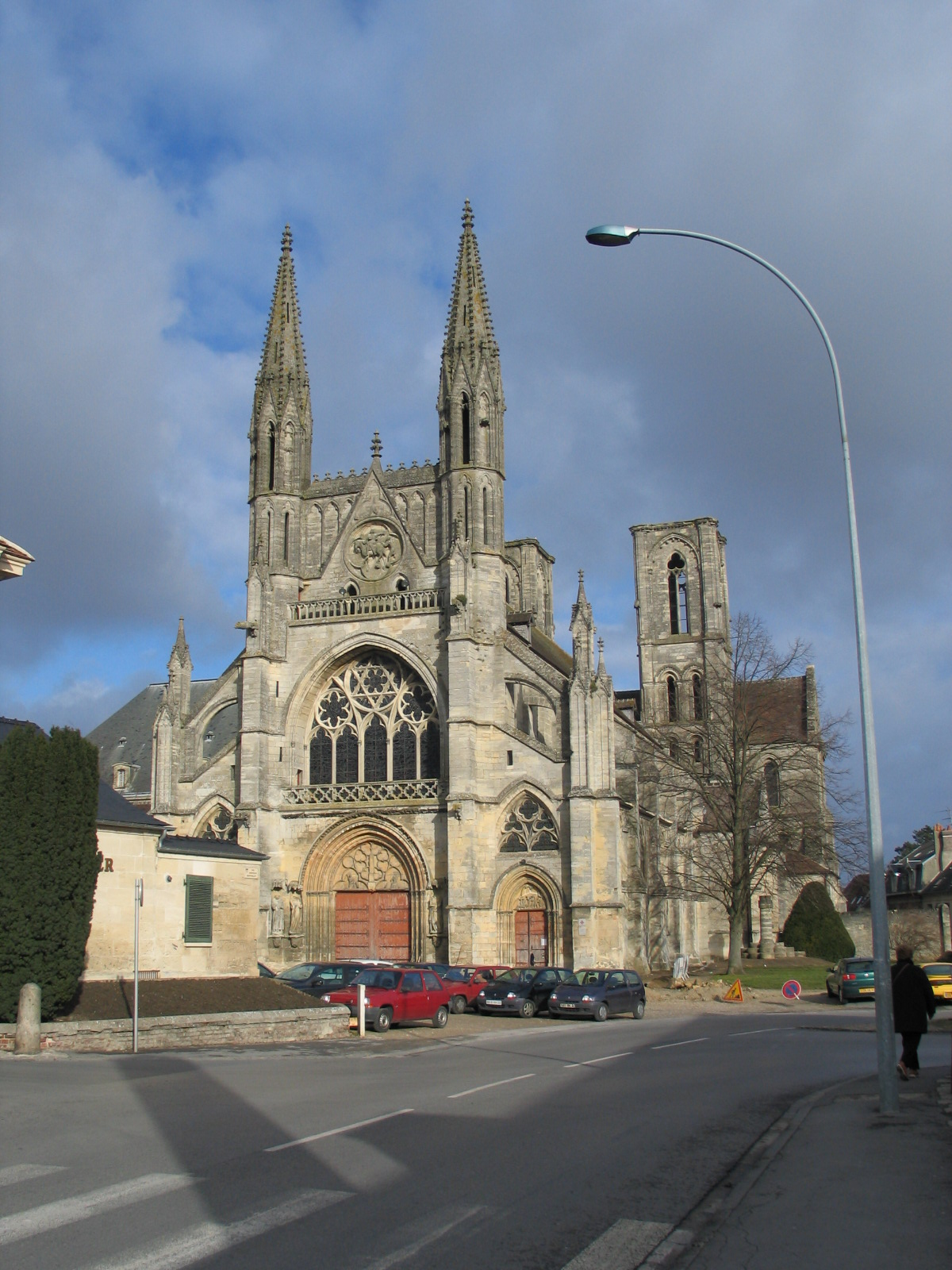
La chiesa dell'abbazia di San Martino a Laon, fondata nel 1124 dal vescovo Bartolomeo di Giura.

La diocesi di Laon (in latino Dioecesis Laudunensis) è stata una sede della Chiesa cattolica in Francia suffraganea dell'arcidiocesi di Reims, soppressa il 29 novembre 1801.

## Territorio
La diocesi comprendeva la parte settentrionale dell'attuale dipartimento francese dell'Aisne, in Piccardia, comprensiva del Laonnois (pagus Laudunensis) e della Thiérache (pagus Theoracensis), escluso il Vermandois. Confinava a nord con l'arcidiocesi di Cambrai e la diocesi di Tournai; ad est con l'arcidiocesi di Reims; a sud con la diocesi di Soissons e ad ovest con quella di Noyon.
Sede episcopale era la città di Laon, dove fungeva da cattedrale la chiesa di Notre-Dame.
La città antica fu chiamata in età romana e medievale, Laudunum, Lugdunum Clavatum, Laudunensis o Laodunum, toponimi che conservano la radice celtica Dun avente il significato di "fortezza". Laon era capitale del piccolo paese detto Laonese. Al momento della soppressione, la diocesi aveva 420 parrocchie, 18 abbazie (fra cui l'abbazia di Prémontré, da cui sono originati i Canonici Regolari Premostratensi), 7 priorati conventuali, 10 collegiate, 10 ospedali, 9 collegi, un seminario e due santuari. Il capitolo era composto di cinque dignitari, 84 canonici e 50 cappellani.
A partire dal XIV secolo la diocesi era suddivisa in 2 arcidiaconati e 12 decanati:
- arcidiaconato di Laon; decanati di Laon, Bruyères, Marle, Mons, Montaigu, Neufchatel, Vervins;
- arcidiaconato di Thiérache; decanati di Aubenton, Crécy, Guise, Fère, Ribemont.

## Storia
Secondo la tradizione il territorio della diocesi fu evangelizzato da san Beato in epoca incerta. La sede vescovile sarebbe stata eretta sul finire del V secolo da san Remigio, arcivescovo di Reims, in favore del nipote Genebaldo, contestualmente alla divisione del regno franco di Clodoveo I tra i suoi figli. Il suo territorio fu ricavato da quello della stessa sede di Reims, di cui la nuova diocesi divenne suffraganea. Genebaldo è storicamente documentato nel 549 quando si fece rappresentare al concilio di Orléans.
Per molti dei vescovi di Laon fino al IX secolo non si conosce che il nome e pochi sono quelli documentati storicamente. Tra questi si ricorda Cagnoaldo, discepolo di san Colombano, nato da un'influente famiglia burgunda, ex abate di San Vincenzo, una delle abbazie più importanti della diocesi, dove fu sepolto. Il suo nome è commemorato nel martirologio romano il 6 settembre.
Nell'Alto Medioevo sono da menzionare: Incmaro, che si ribellò contro lo zio Incmaro di Reims e contro l'imperatore Carlo il Calvo, che lo fece imprigionare e accecare (871); Adalberone, alunno di Gerberto di Reims, futuro papa Silvestro II, cancelliere del re Lotario, che governò la diocesi per oltre 50 anni; Élinand, che, benché accusato di simonia, fu un buon vescovo e costruì la cattedrale romanica di Laon.
A Laon furono celebrati diversi concili della Chiesa francese: nel 936, durante il quale fu incoronato il re Luigi IV e consacrato vescovo di Laon Radulfo II; nel 948, durante il quale venne scomunicato Tibaldo conte di Blois; nel 1150, quando fu indetta la crociata contro i Saraceni, confermata dal concilio di Chartres dello stesso anno; e nel 1233 a sostegno del vescovo Milone di Beauvais.
Il XII secolo è segnato dall'episcopato di Bartolomeo di Giura (1113-1151), soprattutto per il grande impulso che dette alla vita monastica nella diocesi. Fu durante il suo episcopato che san Norberto fondò l'abbazia di Prémontré (1121), casa madre dell'ordine dei Canonici regolari premostratensi, e altre abbazie a Cuissy (1122), San Martino a Laon (1124), Thenailles (1130) e Bucilly (1148). Bartolomeo di Giura aiutò anche san Bernardo a fondare monasteri di Foigny (1121), Vauclair (1134) e Montreuil-les-Dames (1136).
Il XIII secolo fu il secolo d'oro per la diocesi di Laon, periodo durante il quale i vescovi ebbero il titolo di duca del Laonnois e "pari di Francia". Ai vescovi inoltre fu concesso di portare la Santa Ampolla nella cerimonia dell'incoronazione dei re di Francia.
Nel corso del XVII e XVIII secolo la diocesi fu coinvolta nelle questioni che riguardavano la crisi giansenista che coinvolse la Francia in questo periodo. Il vescovo César d'Estrées fu incaricato dal re di trattare la pace tra le diverse parti, raggiunta nel 1669 e nota in storiografia come "pace clementina"; per questo suo impegno papa Clemente  IX lo nominò cardinale nel 1672. Il vescovo Louis de Clermont de Roussillon (1695-1721) non volle pubblicare nella sua diocesi la bolla Unigenitus Dei Filius, mentre uno dei suoi successori, Étienne Joseph de La Fare 1724-1741), fu un acerrimo nemico dei giansenisti, chiamo in diocesi i gesuiti, cosa che gli valse aspre critiche da parte dei benpensanti.
L'ultimo vescovo di Laon fu Louis de Sabran, cappellano della regina Maria Antonietta. Quando i rivoluzionari sostituirono la sua diocesi con quella costituzionale dell'Aisne, lasciò la diocesi e si rifugiò in Germania. Rifiutò di dimettersi nel 1801 e fuggì dapprima a Londra e poi in Polonia dove morì nel 1811.
La diocesi fu soppressa in seguito al concordato con la bolla Qui Christi Domini di papa Pio VII del 29 novembre 1801; il suo territorio fu incorporato in quello della diocesi di Soissons ad eccezione delle parrocchie di Brienne e di La Neuville incorporate nella diocesi di Metz (dal 1822 nell'arcidiocesi di Reims). L'antico vescovato divenne sede del "Palazzo di giustizia" e di un museo che raccoglie dipinti fiamminghi e francesi.
Nel giugno 1817 fra Santa Sede e governo francese fu stipulato un nuovo concordato, cui fece seguito il 27 luglio la bolla Commissa divinitus, con la quale il papa restaurava la sede di Laon; il 1º ottobre fu nominato vescovo Charles-Louis Salmon du Châtelier. Tuttavia il concordato non entrò in vigore in quanto non ratificato dal Parlamento di Parigi; per cui non ebbero effetto né il ristabilimento della diocesi né la nomina di Châtelier, il quale, il 19 aprile 1822, fu trasferito alla sede di Évreux.
Dal 13 giugno 1828 i vescovi di Soissons portano il titolo di vescovi di Laon.
Dal punto di vista architettonico, l'ex cattedrale di Laon (fine del XII secolo - inizio del XIII secolo), dedicata alla Madonna (Notre-Dame de Laon), è una delle maggiori cattedrali gotiche di Francia.
Tra le abbazie della diocesi, ebbe un ruolo principale quella benedettina di San Vincenzo, nella città di Laon, che fino alla metà del XIII secolo fu luogo di sepoltura dei vescovi.

## Cronotassi dei vescovi
Il più antico catalogo dei vescovi di Laon è contenuto nella Cronaca di Robert de Torigni della fine del XII secolo, che è generalmente verificato da documenti storici ad eccezione della prima metà del X secolo, dove è preferibile e storicamente più certa la lista dedotta dalla Historia Remensis ecclesiae di Flodoardo.
- Genebaldo † (menzionato nel 549)
- Latro (o Larrone) †
- Gondulfo †
- Ebreundo (Elinando o Ebrelingo) †
- Rigoberto † (menzionato nel 614)
- San Cagnoaldo † (prima del 627 - dopo il 632)
- Attelano † (prima del 648 - dopo il 664/665)
- Vulfado †
- Peregrino †
- Gifardo †
- Serulfo † [3]
- Madelgario † (menzionato all'epoca di Pipino di Herstal)
- Sigoaldo †
- Bertifrido †
- Madelvino †
- Genebaldo II † (prima del 748 - dopo il 762[4])
- Bernico † [5]
- Gaufrido † (menzionato nel 798 e 799)
- Wanilone I †
- Wanilone II † [6]
- Egilo †
- Ranfrido †
- Sigebodo †
- Ostroaldo † (prima dell'814 - dopo l'826)
- Simeone † (prima dell'835 - dopo l'846)
- Pardulo † (prima dell'849 - dopo agosto 856)
- Incmaro † (prima di marzo 858 - 871 deposto)
  - Sede vacante (871-876)
- Edenulfo † (28 marzo 876 - dopo l'878)
- Didone † (prima dell'886 - 14 dicembre 895 deceduto)
- Radulfo I[7] † (prima di agosto 896 - 921 deceduto)
- Adelelmo † (921 - 930 deceduto)
- Gosberto † (930 - 932 deceduto)
- Ingramno (o Ingelramno) † (932 - 936 deceduto)
- Radulfo II † (936 - 948 deceduto)
- Roricone † (949 - 20 dicembre 976 deceduto)
- Adalberone † (1º aprile 977 consacrato - 19 luglio 1030 deceduto)
- Gébuin † (prima del 1047 - 3 ottobre 1049 deposto)
- Liétry (o Leotheric) † (1049 - 1052 deceduto)
- Élinand † (1052 - 1098 deceduto)
- Enguerrand de Coucy † (circa 1098 - 1104 deceduto)
  - Sede vacante (1104-1106)
- Gaudry † (1106 - 25 aprile 1112 deceduto)
- Hugues † (4 agosto 1112 consacrato - 1113 deceduto)
- Bartolomeo di Giura † (1113 - 1151 dimesso)
- Gautier de Saint-Maurice † (1151 - 1155 deceduto)
- Gautier de Mortagne † (1155 - 1174 deceduto)
- Roger de Rosoy † (9 agosto 1175 consacrato - 1201 dimesso)
- Renaud de Surdelle † (1201 - marzo 1210 deceduto)
- Robert de Châtillon † (giugno 1210 - ottobre 1215 deceduto)
- Anselme de Mauny † (1215 - 3 settembre 1238 deceduto)
- Garnier † (1238 - 7 settembre 1249 deceduto)
- Ithier de Mauny † (1249 - 22 maggio 1261 deceduto)
- Guillaume des Moustiers † (1261 - 5 marzo 1269 o 1270 deceduto)
- Geoffroy de Beaumont † (1271 - marzo 1278 deceduto)
- Guillaume de Châtillon † (25 maggio 1278 - 3 agosto 1285 deceduto)
- Robert de Torote † (1285 - dopo giugno 1297 deceduto)
- Gazon de Savigny † (1297 - 4 aprile 1307 o 1317 deceduto)[8]
- Raoul Rousselet † (18 giugno 1317 - 16 ottobre 1323 deceduto)
- Albert de Roye † (16 novembre 1323 - 25 aprile 1338 deceduto)
- Roger d'Armagnac † (22 maggio 1338 - 1339 deceduto)
- Hugues d'Arcy † (10 gennaio 1341 - 24 ottobre 1351 nominato arcivescovo di Reims)
- Robert Le Coq † (24 ottobre 1351 - 6 aprile 1362 nominato vescovo di Calahorra)
- Geoffroy le Meingre † (6 aprile 1362 - 30 novembre 1370 deceduto)
- Pierre Aycelin de Montaigut, O.S.B. † (8 gennaio 1371 - 1385 dimesso)
- Jean de Roucy † (27 febbraio 1385 - 12 giugno 1418 deceduto)
- Guillaume II de Champeaux † (16 ottobre 1419 - 17 maggio 1441 nominato vescovo di Uzès)[9]
- Giovanni Giovenale Orsini † (3 aprile 1444 - 3 marzo 1449) nominato arcivescovo di Reims)
- Antoine Crespin † (3 marzo 1449 - 18 gennaio 1460 nominato arcivescovo di Narbona)
- Jean de Gaucourt † (30 luglio 1460 - 10 giugno 1468 deceduto)
- Renaud de Bourbon † (4 luglio 1468 - 16 dicembre 1472 nominato arcivescovo di Narbona)
- Carlo di Lussemburgo † (15 marzo 1473 - 24 novembre 1509 deceduto)
- Louis de Bourbon-Vendôme † (24 aprile 1510 - 23 marzo 1552 dimesso)
- Jean Doc , O.S.B. † (23 marzo 1552 - 1º luglio 1560 deceduto)
  - Sede vacante (1560-1565)
- Jean de Bours † (23 febbraio 1565 - 22 giugno 1580 deceduto)
- Valentin Douglas, O.S.B. † (19 giugno 1581 - 5 agosto 1598 deceduto)
  - Sede vacante (1598-1601)
- Geoffroy de Billy † (19 febbraio 1601 - 28 marzo 1612 deceduto)
- Benjamin de Brichanteau † (28 marzo 1612 succeduto - 14 luglio 1619 deceduto)
- Philibert de Brichanteau † (19 aprile 1621 - 21 dicembre 1652 deceduto)
  - Sede vacante (1652-1655)
- César d'Estrées † (30 agosto 1655 - 2 giugno 1681 dimesso)
- Jean d'Estrées † (2 giugno 1681 - 1º dicembre 1694 deceduto)
- Louis Annet de Clermont de Chaste de Roussillon † (19 settembre 1695 - 5 ottobre 1721 deceduto)
- Charles de Saint-Albin † (14 gennaio 1722 - 20 dicembre 1723 nominato arcivescovo di Cambrai)
  - Henri-François-Xavier de Belzunce de Castelmoron † (1723 - 1723 dimesso) (vescovo eletto)
- Étienne Joseph de La Fare † (12 giugno 1724 - 23 aprile 1741 deceduto)
- Jean François Joseph de Rochechouart-Faudoas † (18 settembre 1741 - 20 marzo 1777 deceduto)
- Louis Hector Honoré Maxime de Sabran † (30 marzo 1778 - circa 1811 deceduto)[10]
  - Sede soppressa